# قاسم صوفی خلیلی
قاسم صوفی خلیلی(١٣٠٣-١٣٩٣) سیاست‌مدار ایرانی بود، که در  دوره بیست و سوم  به‌عنوان نماینده صومعه‌سرا در مجلس شورای ملی حضور داشت.

## زندگی
قاسم صوفی خلیلی به سال ١٣٠٣ در شهسوار 
متولد شد. صوفی خلیلی سه دوره از سال‌های ١٣۴۴ تا ١٣۵٠ شهردار رشت بود. 
وی در ١٣٩٣ درگذشت. 